# Broj okretaja
Broj okretaja ili brzina vrtnje u minuti (oznaka: n) se vrlo često koristi u tehnici da bi se izrazila kutna brzina, a mjerna jedinica je broj okretaja u minuti [okr/min]. Veza između broja okretaja u minuti s kutnom brzinom [1/s] je sljedeća:
{\displaystyle \omega ={{n\cdot \pi } \over 30}}
Kutna frekvencija jednaka umnošku punog kuta u radijanima s frekvencijom kruženja ili titranja:
{\displaystyle \omega ={\frac {\mathrm {d} \theta }{\mathrm {d} t}}},
Mjerna jedinica SI za kružnu frekvenciju je radijan u sekundi (rad/s ili s−1). Radi izbjegavanja zabune ne bi trebalo koristiti jedinicu herc koja ima istu dimenziju, ali različitu definiciju. Zbog toga se češće u praksi koristi koristi mjerna jedinica broj okretaja u minuti [o/min], a veza je:
n [o/min] = 60 f [Hz]

## Primjeri broja okretaja
- Gramofonske ploče se okreću na gramofonu sa standardnim brojem okretaja koji može biti: 16 2⁄3, 33 1⁄3, 45 ili 78 o/min (5⁄18, 5⁄9, 3⁄4, ili 1,3 Hz);
- Moderne zubarske bušilice se okreću i do 800 000 o/min (13 333 Hz);
- Kompaktni disk ili CD se okreće od oko 200 o/min (3,5 Hz) do 500 o/min (8 Hz);
- DVD ili optički disk se okreće od oko 630 o/min (10,5 Hz) do 1530 o/min (25,5 Hz);
- Bubanj perilice rublja se okreće od oko 500 o/min do 2 000 (8–33 Hz);
- Turbine električnog generator (alternator s 2 pola) se okreću s 3 000 o/min (50 Hz);
- Motori automobila se okreću u prosjeku s 2 500 o/min (41 Hz), s najmanjim brojem okretaja oko 1 000 o/min (16 Hz) do najvećeg broja okretaja oko 10 000 o/min (166 Hz);
- Klipni motori zrakoplova se okreću od oko 2 000 o/min (30 Hz) do 3 000 o/min (50 Hz);
- Tvrdi disk u računalu se obično okreće oko 5 400 o/min ili 7 200 o/min (90 ili 120 Hz), dok neki noviji idu oko 10 000 o/min ili 15 000 o/min (160 ili 250 Hz);